# Dark Sun
Dark Sun jest settingiem do gry fabularnej Dungeons & Dragons. Jego motywy przewodnie to spustoszony świat, wpływ człowieka na środowisko i próby przeżycia ludzkości pozbawionej surowców.

## Świat

### Historia
Oto imiona Czempionów Rajaata:
- Sacha, Pierwszy Czempion, Przekleństwo Koboldów (the Curse of Kobolds[1]). Oczyszczenie ukończone. Pozostał wierny Rajaatowi, co przypłacił utratą głowy. Jego bezgłowe ciało służyło Kalakowi, a potem Tithianowi. Ostatecznie unicestwiony przez Rikusa z Tyru.
- Kalak, Drugi Czempion, Zagłada Ogrów (Ogre Doom). Oczyszczenie ukończone. Po rebelii Borysa rządził Tyrem. Zabity wspólnymi siłami przez Rikusa, Neevę, Sadirę, Agisa i Tithiana.
- Dregoth, Trzeci Czempion, Niszczyciel Gigantów (the Ravager of Giants). Oczyszczenie nieukończone. Po zdradzie Rajaata objął władzę w Giustenal. Bardzo bliski zakończenia transformacji w smoka, został zaatakowany i zabity przez połączone siły innych Czempionów. Obecnie egzystuje jako nieumarły drakolicz[2].
- Myron, Czwarty Czempion, Wypalacz Trolli (the Troll Scorcher). Oczyszczenie ukończone. Rozczarował Rajaata. Został zabity, a jego pozycję przejął Hamanu.
- Hamanu, Czwarty Czempion. Zajął miejsce Myrona. Zdradził Rajaata i po zakończeniu rebelii objął tron Urik.
- Abalach-Re (Uyness z Waverly), Piąty Czempion, Plaga Orków (the Orc Plague). Oczyszczenie ukończone. Rządziła miastem Raam. Zabita przez Sadirę z Tyru.
- Nibenay (Gallard), Szósty Czempion, Zguba Gnomów (Bane of Gnomes). Oczyszczenie ukończone. Przyjął miano Nibenay po dołączeniu do rebelii Borysa. Ciągle rządzi miastem noszącym jego imię.
- Sielba, Siódmy Czempion, Niszczyciel Pterran (the Destroyer of Pterrans). Oczyszczenie nieukończone. Rządziła miastem Yaramuke. Zniszczona wraz z nim przez Hamanu i jego armię.
- Andropinis (Albeorn), Ósmy Czempion, Pogromca Elfów (the Slayer of Elves). Oczyszczenie nieukończone. Król-czarnoksiężnik Balic. Obecnie uwięziony w Czerni przez Rajaata.
- Tectuktitlay, Dziewiąty Czempion, Annihilator Wemików (the Wemic Annihilator). Oczyszczenie ukończone. Król Draj. Zabity przez Rajaata, gdy ten zdołał uwolnić się z więzienia.
- Oronis (Keitis), Dziesiąty Czempion, Kat Jaszczuroludzi (the Lizard Executioner). Oczyszczenie nieukończone (choć sam Oronis myślał inaczej). Jako jedyny wybrał inną drogę i transformacje nie w smoka, a w avangiona. Rządzi miastem Kurn.
- Lalali-Puy, Jedenasty Czempion, Zmora Aarakocra (the Aarakocra Scourge). Oczyszczenie nieukończone. Królowa leśnego miasta Gulg.
- Wyan z Bodach, Dwunasty Czempion, Zaraza Pixie (the Pixie Blight). Oczyszczenie ukończone. Opowiedział się po stronie Rajaata, za co spotkał go los Sachy - pozbawienie głowy. Zniszczony przez Sadirę z Tyru.
- Borys z Ebe, Trzynasty Czempion, Rzeźnik Krasnoludów (the Butcher of Dwarves). Oczyszczenie nieukończone. Zdradził i uwięził swojego mistrza. Jedyny prawdziwy smok i król Ur Draxa. Zabity przez Rikusa. Po jego śmierci Rajaat wydostał się na pewien czas z więzienia.
- Darskinor, Czternasty Czempion, Śmierć Goblinów (the Goblin Death). Oczyszczenie ukończone. Objął tron Eldaarich i nadal rządzi, choć nie utrzymuje kontaktów z resztą Czempionów.
- Kalid-Ma, Piętnasty Czempion, Zabójca Tari (the Tari Killer). Oczyszczenie nieukończone. Objął tron Kalidnay. Obecnie uwięziony przez Mgły w Ravenloftcie.

### Rasy
Na Athasie występuje wiele inteligentnych istot, jak choćby belgoi, gith czy pyreenowie. Tu podano tylko te, w których przedstawicieli mogą wcielić się gracze.
- Ludzie: Najliczniejsza z ras zamieszkujących Athas. Ludzie są zazwyczaj sprawniejsi i wytrzymalsi od swoich odpowiedników z innych światów, dysponują też wrodzonymi zdolnościami psionicznymi. Wszystko to dzięki tysiącom lat ewolucji w niegościnnym Wypalonym Świecie. Zazwyczaj mają ciemną karnację, choć zdarzają się i blondyni.
- Aaracocra: Ptakoludzie. Przypominają wyglądem sępy, a nie, jak w innych światach, papugi. Mimo swego odstręczającego wyglądu, są pokojowym, miłującym wolność ludem - na tyle, na ile pozwala życie na Athasie. Aaracocra nienawidzą niszczenia przyrody i wiele z nich aktywnie zwalcza magów lekkomyślnie czerpiących energię z ziemi.
- Elfy: Elfy są znane jako rabusie, handlarze i nomadzi. Równie chaotyczne, jak ich pobratymcy z Faerunu czy Greyhawku, skłaniają się raczej ku neutralności niż dobru. Poza tym, ich unikalną cechą jest zdolność do elfiego biegu - specyficznego transu, podczas którego mogą biec przez wiele godzin, nie czując zmęczenia.
- Halflingi: Pierwsza rasa inteligentnych istot na Athasie. Halflingi niegdyś dysponowały zaawansowaną "techniką" znaną jako mistrzostwo natury i przy jej pomocy sprowadził świat do Zielonej Ery. Dziś żyje tylko niewielka ilość niziołków kontynuujących dawne tradycje - reszta utraciła wiedzę przodków i zdegenerowała do poziomu barbarzyńskich kanibali.
- Krasnoludy: Silne i wytrzymałe, charakteryzują się również dużą odpornością psychiczną. Charakterystyczną cechą umysłu krasnoluda jest bardzo silne skupienie na wykonywanej czynności. Gdy przedstawiciel tej rasy obierze sobie jakiś cel, będzie do niego dążył z żelazną konsekwencją. Czasem nawet pozwala to przezwyciężyć śmierć i powrócić jako nieumarły - wszystko po to, aby dopełnić zadanie.
- Muły: Powstali ze związku krasnoludów i ludzkich kobiet. Równie wytrzymali jak ich ojcowie, wzrostem dorównują jednak ludziom, siłą zaś przewyższają obie rasy. Są łysi i bezpłodni. Zdecydowana większość to niewolnicy, walczący dla swoich panów na arenie - są doskonałymi gladiatorami.
- Półelfy: Krzyżówka elfów i ludzi. Półelfy nie dysponują zdolnością do elfiego biegu, zatem nie ma dla nich miejsca wśród plemion elfich nomadów. Żyją zazwyczaj w ludzkich miastach czy wioskach, gdzie spotyka się ich na wszelkich szczeblach hierarchii społecznej - od niewolnika do templariusza.
- Półgiganci: Potomkowie ludzi i gigantów. Półgiganci są kolejną rasą niewolników. Wielcy i silniejsi nawet od mułów, są jednocześnie stosunkowo mało inteligentni. Czyni to z nich doskonałych strażników, żołnierzy czy - w przypadku kontuzji w walce - robotników i tragarzy.
- Thri-kreeny: Zwane niekiedy modliszkami-wojownikami, istotnie, przypominają humanoidalne wersje tych owadów. Żyją w plemionach łowieckich na pustyniach i mają wrodzone zdolności psioniczne. Thri-kreeny posiadają cztery chwytne kończyny i używają specyficznych rodzajów broni - gythka i chatkcha. Istnieją również ich cywilizowani kuzyni, znani jako tohr-kreen.

### Społeczeństwo
Na szczycie drabiny społecznej Athasu stoją nieśmiertelni królowie-czarnoksiężnicy. Prawie wszyscy z nich byli niegdyś Czempionami Rajaata i wraz z nim przewodzili armiom w Wojnie Oczyszczenia. Dziś są władcami miast-państw, gdzie sprawują władzę absolutną - często także ich kult jest religią państwową danego miasta. Szczebel niżej znajdują się templariusze, czyli kapłani smoczych władców. Wykonują wolę swoich panów, którzy rzadko zniżają się do osobistego zarządzania miastem, pozostawiając to w gestii templariuszy. Skupiają w swoich rękach władzę ustawodawczą, wykonawczą i sądowniczą, jak również dowodzą wojskiem i strażą miejską. Następną warstwę stanowi arystokracja. Są to członkowie rodów rządzących, do których należą farmy i osady otaczające miasta. Dysponują również pewną siłą zbrojną, jednak nie występują otwarcie przeciw templariuszom. Tylko te dwie najwyższe klasy mogą czytać i pisać - wolny człowiek czy niewolnik przyłapany na tej czynności zostaje skazany na śmierć.
Niżej są wolni obywatele. Większość z nich zajmuje się rzemiosłem i drobnym handlem. Inni są najemnikami, gwardzistami czy strażnikami karawan. Są również grupy żyjące niejako poza normalną hierarchią społeczną. Członkowie potężnych domów kupieckich zrzekają się przynależności do innych grup społecznych. Domy kontrolują lwią część handlu między miastami-państwami a ich żelazną zasadą jest całkowita neutralność polityczna. Czarodzieje, psionicy, kapłani i druidzi prawie zawsze są ludźmi wolnymi (albo martwymi), gdyż utrzymanie w ryzach takiego niewolnika jest praktycznie niemożliwe.
Najniższą (i zdecydowanie najliczniejszą) warstwą są niewolnicy. Niewolnikiem można się urodzić, zostać pojmanym przez łupieżców albo być skazanym na taki stan za popełnione lub urojone zbrodnie (na przykład bezdomność czy żebractwo). To na barki tej warstwy spada ciężar prawie wszystkich prac. Są żołnierzami, gladiatorami, rolnikami, robotnikami, pomocą domową, czasem też zajmują się sztuką albo w inny sposób dostarczają swoim właścicielom przyjemności. Stosunek do niewolników różni się w zależności od miasta, nigdy jednak nie jest to los godny pozazdroszczenia. Niektórym udaje się uciec na pustynie - organizują tam własne plemiona, dla ochrony przed drapieżnikami i rajdami łupieżczymi.
Poza tym, na pustyni, mimo wielu niebezpieczeństw, żyje wielu nomadów. Plemię składa się zwykle z 30-50 osób, zazwyczaj połączonych więzami krwi, oraz zwierząt, zapewniających pożywienie - zazwyczaj są to erdlu i kanki, często także zwierzęta juczne - inixy i crodlu. Elfy i thri-kreeny to dwie najbardziej wędrowne rasy, które skądinąd szczerze się nienawidzą. Dzikie niziołki wybierają zazwyczaj osiadły tryb życia w regionach górskich albo lasach. Krasnoludy żyją wśród ludzi, czasem zakładają swoje własne osady. Sporadycznie spotyka się pustelników. Tylko bardzo potężne (albo bardzo szalone) jednostki decydują się na życie w pojedynkę. Zdarza się jednak, że mistrz umysłu wybiera życie w samotności, aby medytować i doskonalić swoje moce.
Społeczeństwo Athasu jest niewolnicze i pełne nierówności, rzadko jednak spotyka się dyskryminacje ze względu na płeć czy rasę. W świecie, gdzie umysł potrafi zabijać skuteczniej od miecza, każdy ma szansę na awans społeczny - pod warunkiem, że jest odpowiednio utalentowany i bezwzględny. Oczywiście, istnieją pewne animozje - halflingi cieszą się zasłużoną opinią morderców i kanibali, zaś thri-kreeny są zbyt obce, by ktokolwiek mógł je zrozumieć. Z drugiej strony, wśród najwyższych templariuszy jest wielu półelfów czy krasnoludów, a na czele rodów arystokratycznych i kupieckich stoją tak mężczyźni, jak i kobiety. Wartościowe jednostki są zbyt cenne w Wypalonym Świecie, by móc je marnować na rzecz uprzedzeń i stereotypów.

### Geografia i Kosmologia
Athas jest oderwany od kosmologii Wielkiego Koła. Zamiast tego, ma połączenia z sześcioma wymiarami: Czernią (the Black), Szarością (the Grey) oraz planami żywiołów - Ognia, Wody, Ziemi i Powietrza (oraz czterema parażywiołów - Magmy, Deszczu, Słońca i Szlamu). 
Czerń jest nie tyle wymiarem otaczającym Athas, co raczej Athas otacza Czerń. Mimo niegościnnych warunków do życia i przenikliwego zimna, stanowi dom dla cienistych ludzi (shadow people), rasy powstałej z dawnych sług Rajaata. Jest również więzieniem dla Tithiana, niegdysiejszego króla Tyru. Wbrew nazwie, Czerń nie jest wymiarem ciemności, a cienia - bez światła nie ma cienia, a zatem i połączenia z tym planem.
Głęboko wewnątrz Czerni leży pustka (the Hollow), wymiar absolutnej nicości. Nie można jej opisać znanymi kategoriami, stanowi jednak więzienie dla Rajaata Czarnoksiężnika.
Innym ważnym miejscem kosmologii Athasu jest Szarość. Zastępuje ona (a może odgradza) plany zazwyczaj otaczające daną kryształową sferę - astralny oraz eteryczny. Ma to dwa efekty. Po pierwsze, podróże do planów zewnętrznych oraz części wewnętrznych (prócz planów żywiołów) są bardzo utrudnione (choć, jak pokazuje przykład gith, możliwe). Po drugie, czary i przedmioty odwołujące się do dwóch wspomnianych planów, działają inaczej. Na przykład, pozawymiarowa przestrzeń torby przechowywania jest faktycznie miejscem w Szarości. Plan ten to także zaświaty Athasu - co jest omówione poniżej.

### Religia
W Wypalonym Świecie nie ma bogów. Ich rolę spełniają żywioły oraz smoczy królowie.
Każdy z kapłanów ma jeden żywioł - Ogień, Wodę, Ziemię lub Powietrze - któremu służy. Inicjacja jest prosta: adept musi kompletnie zdać się na łaskę żywiołu. Zazwyczaj dzieje się to pod opieką mentora i jest stosunkowo bezpieczne. Zdarzają się jednak sporadyczne nawrócenia, na przykład podczas upadku w przepaść (powietrze) czy uwięzienia w płonącym budynku (ogień). Jeśli żywioł zaakceptuje kandydata, staje się on kapłanem. Żywioły są neutralne, podobnie jak ich kapłani. Mają oni obowiązek działać na rzecz danego elementu i dążyć do jego rozprzestrzeniania na Athasie.
Okazyjnie zdarzają się kapłani parażywiołów - Magmy, Deszczu, Słońca i Szlamu. W przeciwieństwie do kapłanów żywiołów, stan Athasu wydaje im się odpowiedni (z wyjątkiem sług Deszczu) i dążą do jego pogłębienia.
Templariusze czerpią moc od swoich władców. Smoczy królowie nie są prawdziwymi bogami - zyskali jedynie stałe połączenie z planami żywiołów, tak, że mogą służyć jako rodzaj przekaźnika mocy dla swoich kapłanów. Zarówno czerpanie energii do zaklęć jak i samo ich rzucanie dzieje się biernie, bez świadomej woli monarchów. Mogą oni jedynie decydować, komu zapewnić dostęp do czarów, a kogo od nich odciąć.
Na Athasie, jako że nie ma bogów, nikt nie opiekuje się duszami. Nie ma nieba ani piekła, wszystkich spotyka ten sam los: snucie się po wymiarze znanym jako Szarość. Zmarli powoli rozpuszczają się w cienistej materii, chyba że kierujące nimi pasje są wystarczająco silne, by przeciwdziałać takiemu procesowi. Tłumaczy to poniekąd liczbę nieumarłych zasiedlających pustynie Wypalonego Świata - bytowanie jako widmo czy upiór stanowi często jedyną alternatywę przed unicestwieniem w Szarości.

### Magia i Psionika
Historycznie, pierwsza była psionika. Kompletnie nieznana w Błękitnej Erze, pojawiła się wraz z przejściem świata do Zielonej Ery, jako naturalna zdolność żywych istot do manipulowania otoczeniem przy użyciu siły umysłu. Na Athasie umiejętności psioniczne wykazują wszystkie inteligentne rasy oraz wiele zwierząt i potworów. Dziki talent może być rozwijany samodzielnie lub pod opieką nauczyciela (samotnie lub w akademii). Doskonalenie mocy umysłu nazywa się Drogą (the Way), zaś potencjał psioniczny - Wolą (the Will). Podążanie Drogą jest bardzo popularne wśród wszystkich ras i warstw społecznych, choć w miastach tylko bogatych stać na formalną edukację w szkołach.
Magia została odkryta, a może wynaleziona, przez Rajaata, podczas jego eksperymentów z energią życiową roślin i zwierząt - i to one są jej źródłem mocy. Można jej używać na dwa sposoby - poprzez splugawianie (defiling) albo ochranianie (preserving) życia, z którego czerpie się moc. Stąd też, pierwszy sposób jest łatwiejszy, a zaklęcia silniejsze - skutkuje to jednak śmiercią istot, które mag zwyczajnie wysysa. Nadmiernie używanie plugawiącej magii podczas Wojny Oczyszczenia jest powodem, dla którego Athas stał się wypalonym, niegościnnym miejscem, z pustyniami i skalistymi kanionami zamiast rzek i lasów. Z tego też powodu, czarodzieje są powszechnie nienawidzeni, zaś za korzystanie z czarów grozi śmierć. Magowie plugawiący żyją w ukryciu, zazwyczaj samotnie, czasem tylko z uczniami. Magowie ochraniający, przetrwawszy wieki prześladowań, stworzyli w końcu sekretną organizację, Zakryty Sojusz (Veiled Alliance), który czyni przygotowania do wojny ze smoczymi królami.
Przy opisie magii należy wspomnieć o alternatywnych źródłach mocy, z których najlepiej opisane są trzy. Pierwszym jest Szarość, a magów z niej korzystających nazywa się nekromantami. Drugim jest Czerń, której adepci zwą się czarodziejami cienia. Trzecim, najnowszym, jest Błękitny Sztorm (Cerulean Storm), dziwna anomalia pojawiająca się okresowo na Athasie. Magowie, którzy czerpią z niego energię, nazywają się błękitnymi. Mogą istnieć także inne, unikalne źródła mocy czarów. Na przykład, Sadira z Tyru zasila swe zaklęcia bezpośrednio mocą słońca, choć jest ona jedyną znaną osobą obdarzoną tak niezwykłym talentem.
Mistrzostwo w magii (z dowolnego źródła) i psionice umożliwia takiej osobie metamorfozę w zaawansowany byt. Splugawiacze/psionicy rozpoczynają przemianę w smoka, ochraniający/psionicy w motylopodobnego avangiona, kapłani/psionicy w potężnego żywiołaka, zaś druidzi/psionicy w ducha krainy.

## Lista podręczników

### AD&D 2 edycja
- Podręczniki podstawowe
  - Timothy Brown (October 1990). Dark Sun: Campaign Setting (2nd Edition)
  - Timothy Brown (June 1992). Dark Sun: Dragon Kings (2nd Edition).
  - Bill Slavicsek (October 1995). Dark Sun Campaign Setting, Expanded and Revised.
- Dodatki
  - William Connors (1991). Wanderers Journal
  - William Connors (1991). Dark Sun Rules Book
  - Walter Baas (March 1992). Terrors of the Desert (Dark Sun Monsterous Compendium I)
  - Walter Baas (July 1993). Complete Gladiator's Handbook
  - Richard Baker (June 1994). The Will and the Way: Psionicists of Athas
  - Anne Gray McCready (March 1995). Terrors Beyond Tyr (Dark Sun Monstrous Compendium II)
  - Jon Pickens (April 1995). Thri-Kreen of Athas
  - TSR, Inc. (June 1995). Beyond the Prism Pentad
  - Monte Cook (December 1995). Windriders of the Jagged Cliffs
  - Nicky Rea (July 1996). Defilers and Preservers: The Wizards of Athas
  - Kevin Melka (October 1996). Psionic Artifacts of Athas
- Przygody
  - Troy Denning (January 1992). Freedom
  - David Cook (April 1992). Road to Urik
  - Bill Slavicsek (August 1992). Arcane Shadows
  - Anthony Pryor (November 1992). Asticlian Gambit
  - Bill Slavicsek (February 1992). Slave Tribes
  - Anthony Pryor (May 1992). Dune Trader
  - Allen Varney (October 1992). Veiled Alliance
  - Richard Baker (December 1992). Valley of Dust and Fire
  - Richard Baker (March 1993). Dragon's Crown
  - Sam Witt (April 1993). Black Flames
  - Richard Baker (September 1993). Merchant House of Amketch
  - William Connors (December 1993). Marauders of Nibenay
  - Walter Baas (August 1993). City-State of Tyr
  - Doug Stewart (October 1993). Earth, Air, Fire and Water
  - Bill Slavicsek (November 1993). Elves of Athas
  - John Terra (1994). Forest Maker
- Box Sets 
  - TSR, Inc. (June 1993). Ivory Triangle, The
  - Walter Baas (February 1994). Black Spine (Dark Sun)
  - Shane Lacy Hensley (September 1994). City by the Silt Sea
  - Matt Forbeck (February 1996). The Wanderers Chronicle: Mind Lords of the Last Sea

### D&D 3(.5) edycja
- David Noonan. Defilers of Athas. Dragon Magazine #315
- David Noonan. The Dark Sun DM's Guide. Dungeon Magazine #110
- David Noonan. Dark Sun Monster Supplement. Dungeon Magazine #110 oraz #111
- David Noonan. Dark Sun Player's Handbook. Dragon Magazine #319
- Chris & Sederquist Flipse. Dragon Kings. Dragon Magazine #339